# Православие в Республике Корея
Православие в Республике Корея — христианская деноминация в Южной Корее, получившая развитие в стране с XIX века, благодаря миссионерской деятельности Русской православной церкви и действовавшей Русской духовной миссии в Корее.
На 2018 год число православных в Южной Корее оценивалось в 4 тысячи человек.

## История

### Ранние годы
История православия в Корее началась с учреждения указом Святейшего Синода от 2-4 июля 1897 года Российской духовной миссии, в задачу которого входило попечение о русских православных, проживающих на Корейском полуострове, а также проповедь Православия среди местного населения. Определенную роль в создании Миссии сыграл факт массового переселения корейцев в конце XIX — начале XX веков на территорию Российской империи. В январе 1897 года в Сеуле проживало около 120 русских служащих и 30 православных российских корейцев. 17 апреля 1903 года состоялось торжественное освящение церкви в честь святителя Николая Чудотворца (Чон-дон) в центре Сеула.
С момента японской оккупации Кореи, деятельность церкви претерпевала различные трудности. Во время русско-японской войны церковь была закрыта. К началу революции кроме церкви в Сеуле, Корейская Миссия имела пять приходов в провинции, с несколькими сотнями христиан корейцев. Однако миссия претерпела бедствие, в связи с потерей средств к существованию. Часть имущества была продана, часть сдана в аренду. В этих тяжёлых условиях была оказана поддержка от иноверных: от главы Миссии Англиканской Церкви епископа Марка Троллопа и пионера российской торговли в Корее иудея Моисея Акимовича Гинсбурга. Кроме того, небольшую помощь оказывало Российское посольство в Токио, работавшее до 1925 года. В 1937 году в имении Ю. М. Янковского «Новина», расположенном у порта Чхонджин, был построен Воскресенский храм для русских эмигрантов, приезжавших в Северную Корею из Маньчжурии на лето. К периоду 1936—1939 гг. относятся попытки возрождения миссионерской деятельности на территории Кореи. В 1936 году было организовано строительство церкви-часовни в Омпо (Северная Корея). Однако начиная с 1940 года Японская администрация последовательно изгоняла проповедников из Кореи и в 1941 году полностью запретила православные богослужения на корейском языке. После окончания войны и оккупации Кореи в 1945 году началось притеснение христиан на севере, которое контрастировало с поддержкой американцами христиан на юге и таким образом вызвало «религиозную эмиграцию» на юг.

### После Второй мировой войны
В послевоенные годы Русская Миссия развернула деятельность на Юге. Однако, присутствие советского консульства в непосредственной близости к Миссии, а также слухи и скандал, связанный с посещением членов посольства Собора Св. Николая, привело к тому, что в 1949 году в результате силового захвата Миссии, поддерживаемого американской администрацией, последний русский начальник Духовной Миссии в Сеуле архимандрит Поликарп (Приймак) был вынужден покинуть Южную Корею. Оставшийся священник в Миссии Алексей Ким Ый Хан пропал без вести в начале Корейской войны. С введением контингента войск ООН прибыл православный капеллан грек архимандрит Андрей (Халкилопулос)
13 августа 2006 года был освящен храм в честь Живоначальной Троицы в Пхеньяне. Во время строительства храма в Московской Духовной Академии и Семинарии проходили богословскую подготовку несколько северокорейцев, двое из которых были рукоположены в священный сан и в настоящее время несут служение.
На запрос посольства РФ в 2009 году об участке земли для постройки церкви в Сеуле пришёл отказ. Согласно утверждению газеты «Корея таймс» место, которое испрашивало посольство находится рядом с историческим зданием Русской Дипломатической Миссии, где в 1896—1897 гг. скрывался король Кореи с момента японского переворота и руководил страной.

## Подчинение
Со дня основания до 1908 года Корейская миссия находилась в ведении Санкт-Петербургской епархии, а с 1908 по 1921 год — в ведении Владивостокской епархии, с 1921 по 1944 год в ведении Токийской епархии, с 1944 года — в ведении Харбинской и Восточно-Азиатской епархии.
После окончания Второй мировой войны указом Патриарха Московского и всея Руси Алексия I от 27 декабря 1945 года было подтверждено пребывание миссии в ведении Московского Патриархата.
Российская духовная миссия в Корее продолжала свою деятельность вплоть до 1949 года, когда южнокорейские власти выдворили из страны последнего главу миссии архимандрита Поликарпа, а её имущество арестовали. В 1953 году греческий архимандрит в Южной Корее приступил к реорганизации существующего прихода в Сеуле.
В 1955 году сохранившиеся приходы, не имевшие в те годы возможности контактов с Русской православной церковью, перешли в юрисдикцию Константинопольского Патриархата, а имущество Русской духовной миссии после Корейской войны были подчинены Американскому архиепископу (1955 год), а с 1970 года — Австралийско-Новозеландской митрополии.. Решением Синода Вселенского Патриархата 20 апреля 2004 года на территории Кореи была образована отдельная Корейская митрополия, первым главой которой был назначен епископ Сотирий (Трамбас), прослуживший в Корее более 30 лет в сане архимандрита и епископа. В мае 2008 года на посту главы Корейской митрополии митрополита Сотирия сменил митрополит Амвросий (Зографос), до тех пор несший служение в Корее более 10 лет.
С 2000 по 2011 год русскоязычный приход храма в честь преподобного Максима Грека, расположенный на территории кафедрального собора святителя Николая в Сеуле, по соглашению между Константинопольским и Московским патриархатами окормлялся иеромонахом Феофаном (Кимом), а с его отъездом в Россию, с 2012 года окормляется протоиереем Романом Кавчаком, украинским священнослужителем Константинопольского патриархата.

## Юрисдикции

### Константинопольский патриархат
Корейская митрополия, по данным на 2018 год, насчитывала «6 приходов, 2 монастыря и 1 кладбище. Приход в Сеуле насчитывает 3 храма, два из которых — Никольский кафедральный собор и храм преподобного Максима Грека — для русской общины. Число паствы составляет более 4 тысяч человек, но из них регулярно приходят на богослужения примерно 300—400 человек».

### Корейская епархия
В ноябре 2018 года митрополит Иларион (Алфеев) заявил о намерении Московского патриархата учредить приход в Сеуле.
26 февраля 2019 года Священный синод Московского патриархата образовал Корейскую епархию в пределах Корейской Народно-Демократической Республики и Республики Корея с титулом епархиального архиерея «Корейский».
9 июля 2019 года на заседании Священного Синода были приняты в юрисдикцию Русской Православной Церкви следующие приходы:
1. приход Воскресения Христова в Сеуле
2. приход Рождества Пресвятой Богородицы в Пусане

#### Корейская духовная миссия РПЦЗ
Миссия соподчинена Сиднейской и Австралийско-Новозеландской епархии. Администратором миссии является священник Павел Канг. Как отмечал в 2018 году Филарет Чхве: «Неизвестна численность паствы Корейской миссии РПЦЗ. Лишь известно, что в основном она состоит из членов семьи отца Иоанна и нескольких его приближенных».
- Свято-Троицкий Скит и Храм Св. праведницы Анны, г. Самчхок, провинция Канвондо.
- Корейская Православная Mиссия, Община Рождества Пресвятой Богородицы, г. Куми, провинция Кёнсан-Пукто.